# Gastón Crusitta
Gastón Luciano Crusitta (Lomas de Zamora, Argentina; 18 de abril de 1987) es un piloto argentino de automovilismo. Iniciado en los karts, Crusitta desarrolló su carrera deportiva compitiendo también en monoplazas de Fórmula Renault y en automóviles de turismo. En el año 2005, tuvo una participación como copiloto en el Turismo Carretera, acompañando durante toda la temporada al piloto Juan Manuel Silva quién terminaría logrando el título de ese año. En el año 2008, obtuvo su primer gran resultado como piloto al llevarse el subcampeonato en la Fórmula Renault Metropolitana, contabilizando 4 victorias. Un año después, en 2009, debutó en la categoría TC Mouras, al comando de un Ford Falcon, llevándose su primer triunfo en el Autódromo de Buenos Aires. Finalmente en el año 2011, fichó para la escudería JP Racing, con la cual obtendría el primer campeonato de su carrera al coronarse en el TC Mouras, en esta oportunidad al comando de un Chevrolet Chevy. Gracias a este título, Crusitta recibió el ascenso al TC Pista, categoría donde debutó al comando de un Chevrolet Chevy. Continuó compitiendo en esta divisional, alternando entre baja y altas, hasta el año 2015 en el que fuera expulsado de la categoría como producto de una situación confusa con el piloto Luciano Ventricelli, la cual nunca pudo ser esclarecida. Tras esta salida, terminó recalando en la divisional Junior del Top Race, donde reinició su carrera deportiva, logrando el ascenso a la divisional Top Race Series para el año 2017, habiendo obtenido previamente tres triunfos. En esta última divisional, obtuvo el subcampeonato en su temporada debut, logrando finalmente el título de campeón en la siguiente temporada 2018.

## Biografía

### Primeros años

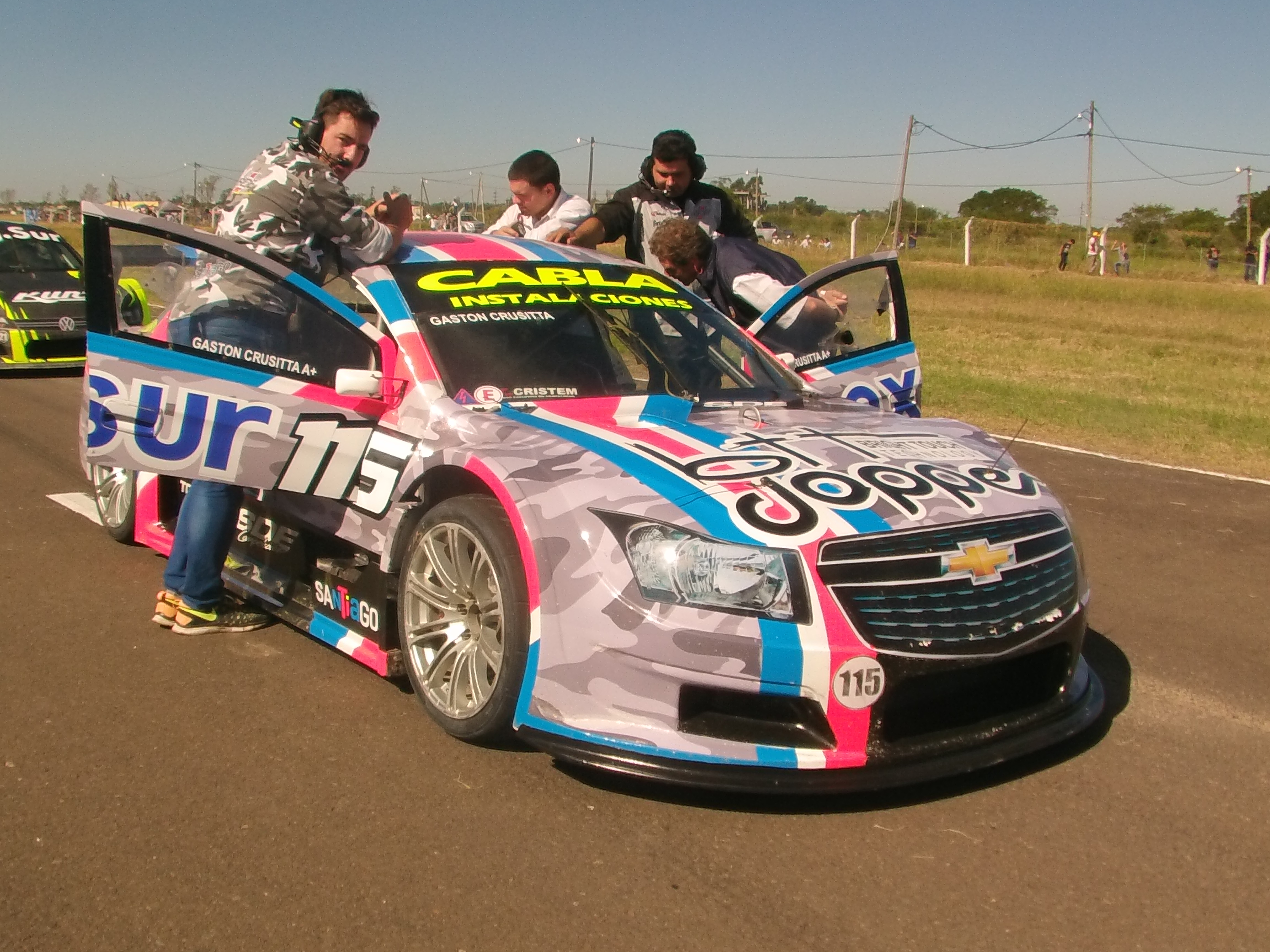
Unidad Chevrolet Cruze Series, tripulada por Gastón Crusitta en la Top Race Series 2017

Sus inicios deportivos tuvieron lugar en el ambiente del kart, compitiendo entre los años 1999 y 2004. Tras su paso por esta especialidad, en 2005 obtuvo su primer contacto con los automóviles de turismo, aunque en este caso como navegante, ya que acompañaría en la butaca derecha a Juan Manuel Silva en la categoría Turismo Carretera. Esta tripulación se llevaría el campeonato en el año 2005, al comando de un Ford Falcon.
Tras estas primeras experiencias, Crusitta inicia su carrera profesional debutando en la Fórmula Súper Renault, donde se estrena en el año 2006 al comando de un chasis Dallara. Tras su paso por esta categoría, en 2007 pasa a competir en la Fórmula 4 Argentina, redenominada al año siguiente como Fórmula Metropolitana, donde al comando de un chasis Crespi obtiene el subcampeonato por detrás de Alan Castellano.

### TC Mouras, TC 2000 y primer campeonato nacional
Luego de su paso por los monoplazas, en 2009 vuelve a tomar contacto con los turismos, al debutar en la divisional TC Mouras. En esta divisional, durante dos años compitió al comando de un Ford Falcon atendido por su propia estructura hasta llegar al año 2011, donde tras cambiar de marca y equipo pasando a pilotar un Chevrolet Chevy del JP Racing, conquistó su primer título profesional a nivel nacional, al proclamarse campeón de esta divisional. Este título, le permitiría al año siguiente debutar en la divisional TC Pista. En este mismo año, fue convocado también por el JP Racing para compartir la butaca del Chevrolet Vectra III de Pedro Gentile, en la competencia de los 200 km de Buenos Aires del Turismo Competición 2000.

### TC Pista, comienzo y ostracismo
Tras haberse proclamado campeón del TC Mouras, en 2012 debutó en la divisional TC Pista, donde a pesar del logro obtenido, no le fue renovado el contrato en el JP Racing, por lo que recaló en el equipo AA Racing Team. A pesar de haber mostrado sus cualidades, llevándose la competencia inicial corrida el 26 de febrero de 2012 en el Autódromo Rotonda de Mar de Ajó, Crusitta experimentó una dura merma en su rendimiento que terminó por marginarlo de la pelea por el campeonato, no pudiendo clasificar al Play Off y cerrando el año en la 17.ª posición. A partir de ese año, comenzó un largo peregrinar en la segunda división de la Asociación Corredores de Turismo Carretera entre los años 2013 y 2015, donde muy distante estuvo de su nivel exhibido en el TC Mouras. Para peor, sobre mitad de 2015 fue protagonista de un confuso episodio con el piloto Luciano Ventricelli, el cual nunca pudo ser aclarado y por el cual la Comisión Asesora y Fiscalizadora de ACTC resolvió suspenderlos con la retención de sus respectivas licencias.
En paralelo a su producción en el TC Pista, a pesar de no haber sido tenido en cuenta para esa divisional, el JP Racing lo convocó para competir al comando de un Chevrolet Cruze I en la categoría Súper TC 2000. En esta categoría Crusitta formó equipo con Pedro Gentile, siendo los dos integrantes de una alineación satélite al equipo oficial Chevrolet. Sin embargo, los pobres resultados obtenidos, sumados a la paupérrima imagen entregada por esta escudería, fueron el combo que provocaron la salida temprana de Crusitta de esta categoría.

### Top Race, resurgimiento y segundo campeonato nacional
Tras el confuso episodio que lo llevó a ser suspendido por la Asociación Corredores de Turismo Carretera, Crusitta encontró lugar para continuar su carrera deportiva en el Top Race, donde en el año 2016 hizo su ingreso en la divisional TRV6 al comando de un Mercedes-Benz C-204 de la escudería RV Racing Sports. Sin embargo, su participación sólo se limitó a la primera fecha de esta temporada, donde no pudo sumar puntos para el campeonato. Tras esta presentación, resolvió alejarse de la actividad por motivos presupuestarios.
Sin embargo esa pausa no duró mucho, ya que finalmente anunció su retorno a la actividad en el mes de junio de ese mismo año, compitiendo en la divisional Top Race Junior, donde se presentó al comando de una unidad identificada con los rasgos de duseño del modelo Chevrolet Cruze I. Al comando de esta unidad Crusitta se alzó con cuatro victorias, convirtiéndose en el piloto más ganador de la temporada, sin embargo su tardío ingreso lo marginó de competir de lleno por el campeonato, aunque le bastó para culminar el torneo en un meritorio 4.º lugar.

## Trayectoria
| Años      | Categoría                                         | Automóvil            |
| --------- | ------------------------------------------------- | -------------------- |
| 1999-2004 | Piloto de karts                                   | Karting              |
| 2005      | Turismo Carretera, navegante de Juan Manuel Silva | Ford Falcon          |
| 2006      | Debut en Fórmula Súper Renault                    | Dallara-Renault      |
| 2007      | Debut en Fórmula 4 Argentina                      | Crespi-Renault       |
| 2008      | Subcampeón Fórmula Metropolitana                  | Crespi-Renault       |
| 2009      | Debut en TC Mouras                                | Ford Falcon          |
| 2010      | TC Mouras                                         | Ford Falcon          |
| 2011      | Campeón TC Mouras                                 | Chevrolet Chevy      |
| 2011      | TC 2000, Invitado 200 km de Buenos Aires          | Chevrolet Vectra III |
| 2012      | Debut en TC Pista                                 | Chevrolet Chevy      |
| 2012      | Debut en Súper TC 2000, 2 carreras                | Chevrolet Cruze      |
| 2012      | Debut en Clase 3 del Turismo Nacional, 4 carreras | Seat Leon            |
| 2013      | TC Pista                                          | Chevrolet Chevy      |
| 2014      | TC Pista                                          | Dodge Cherokee       |
| 2014      | TC Pista                                          | Chevrolet Chevy      |
| 2015      | TC Pista                                          | Chevrolet Chevy      |
| 2016      | Top Race V6, 1 carrera                            | Mercedes-Benz C-204  |
| 2016      | Top Race Junior                                   | Chevrolet Cruze I    |
| 2017      | Top Race Series, debut y subcampeonato            | Chevrolet Cruze I    |
| 2018      | Campeón de Top Race Series                        | Chevrolet Cruze I    |
| 2019      | Top Race V6                                       | Chevrolet Cruze II   |
| 2019      | Top Race V6                                       | Mercedes-Benz C-204  |
| 2020      | TC Pista                                          | Chevrolet Chevy      |

## Resultados

### TC Mouras
| Año                   | Año             | Fechas | Fechas | Fechas | Fechas | Fechas | Fechas | Fechas | Fechas | Fechas | Fechas | Fechas | Fechas | Fechas | Fechas | Posición final      |
| Equipo                | Automóvil       | Fechas | Fechas | Fechas | Fechas | Fechas | Fechas | Fechas | Fechas | Fechas | Fechas | Fechas | Fechas | Fechas | Fechas | Posición final      |
| --------------------- | --------------- | ------ | ------ | ------ | ------ | ------ | ------ | ------ | ------ | ------ | ------ | ------ | ------ | ------ | ------ | ------------------- |
| 2009                  | 2009            | 01     | 02     | 03     | 04     | 05     | 06     | 07     | 08     | 09     | 10     | 11     | 12     | 13     | 14     | 24.º (49.00 puntos) |
| Jorge Alifraco Racing | Ford Falcon     | NP     | 26     | NP     | NP     | 39     | NP     | NP     | SV     | NP     | 10     | 10     | NP     | 33     | 1.º    | 24.º (49.00 puntos) |
|                       |                 |        |        |        |        |        |        |        |        |        |        |        |        |        |        |                     |
| 2010                  | 2010            | 01     | 02     | 03     | 04     | 05     | 06     | 07     | 08     | 09     | 10     | 11     | 12     | 13     | 14     | 8.º (159.00 puntos) |
| Quilmes Racing        | Ford Falcon     | 7.º    | 24     | 1.º    | 23     | 5.º    | 8.º    | 16     | 22     | 7.º    | 3.º    | 14     | 10     | 4.º    | 22     | 8.º (159.00 puntos) |
|                       |                 |        |        |        |        |        |        |        |        |        |        |        |        |        |        |                     |
| 2011                  | 2011            | 01     | 02     | 03     | 04     | 05     | 06     | 07     | 08     | 09     | 10     | 11     | 12     | 13     | 14     | 1.º (365.25 puntos) |
| JP Racing             | Chevrolet Chevy | 33     | 17     | 2.º    | 1.º    | 3.º    | 1.º    | 11     | 8.º    | Ex.    | 6.º    | 1.º    | 3.º    | 1.º    | 1.º    | 1.º (365.25 puntos) |

### Turismo Competición 2000
| Año  | Equipo    | Auto                 | 1  | 2   | 3   | 4   | 5   | 6   | 7  | 8   | 9   | 10  | 11  | 12  | 13  | Res. | Puntos |
| ---- | --------- | -------------------- | -- | --- | --- | --- | --- | --- | -- | --- | --- | --- | --- | --- | --- | ---- | ------ |
| 2011 |           |                      | GR | SFE | SFE | SMM | SJU | RES | AG | TRH | LPL | TRE | JUN | PDF | PAR | -    | -      |
| 2011 | JP Racing | Chevrolet Vectra III |    |     |     |     |     |     |    |     | Ret |     |     |     |     | -    | -      |

### Súper TC 2000
| Año  | Equipo    | Auto              | 1  | 2  | 3   | 4   | 5   | 6   | 7   | 8   | 9  | 10  | 11  | 12  | 13  | Res. | Puntos |
| ---- | --------- | ----------------- | -- | -- | --- | --- | --- | --- | --- | --- | -- | --- | --- | --- | --- | ---- | ------ |
| 2012 |           |                   | AG | BA | ROS | SJU | GR  | OBE | RAF | SMM | RC | SFE | SFE | SAL | PDF | -    | 0      |
| 2012 | JP Racing | Chevrolet Cruze I |    |    |     | WD  | Ret | Ret |     |     |    |     |     |     |     | -    | 0      |

### Top Race
| Temporada | Categoría       | Equipo           | Automóvil              | Posición            |
| --------- | --------------- | ---------------- | ---------------------- | ------------------- |
| 2016      | Top Race V6     | RV Competición   | Mercedes-Benz C-204    | 30.º (0.00 puntos)  |
| 2016      | Top Race Junior | SDE Competición  | Chevrolet Cruze Junior | 4.º (91.00 puntos)  |
| 2017      | Top Race Series | SDE Competición  | Chevrolet Cruze Series | 2.º (215.00 puntos) |
| 2018      | Top Race Series | SDE Competición  | Chevrolet Cruze Series | 1.º (210.00 puntos) |
| 2019      | Top Race V6     | Inbest Racing    | Chevrolet Cruze I      | 13.º (25.00 puntos) |
| 2019      | Top Race V6     | Motorola DM Team | Mercedes-Benz C-204    | 13.º (25.00 puntos) |

## Palmarés
| Título     | Categoría             | Automóvil              | Año  |
| ---------- | --------------------- | ---------------------- | ---- |
| Subcampeón | Fórmula Metropolitana | Crespi-Renault         | 2008 |
| Campeón    | TC Mouras             | Chevrolet Chevy        | 2011 |
| Subcampeón | Top Race Series       | Chevrolet Cruze Series | 2017 |
| Campeón    | Top Race Series       | Chevrolet Cruze Series | 2018 |

### Otras distinciones
Karts
| Título     | Categoría                                        | Año  |
| ---------- | ------------------------------------------------ | ---- |
| Campeón    | Categoría "Somex Juniors"                        | 2000 |
| Subcampeón | Campeonato Bonaerense de karts "Super Sudam"     | 2003 |
| Subcampeón | Campeonato Bonaerense de karts "Prokart Juniors" | 2003 |
| Subcampeón | Campeonato Bonaerense de karts "Super Sudam"     | 2004 |